# Victor de Cessole
Victor de Cessole (Nizza, 20 dicembre 1859 – Nizza, 23 gennaio 1941) è stato un alpinista, filantropo e fotografo francese.
Fu un pioniere dell'esplorazione dei massicci delle Alpi Marittime.

## Biografia
Victor, cavaliere de Cessole, nacque in una famiglia benestante, gli Spitalieri di Cessole, noti ed apprezzati nella contea di Nizza. Il nonno paterno, il conte Hilarion Spitalieri de Cessole, era stato presidente del Senato di Nizza dal 1835 al 1845.
De Cessole crebbe in un'atmosfera privilegiata, e poté usufruire di buoni studi, al termine dei quali si laureò in Diritto. Si dedicò quindi all'attività di notaio.
Era un uomo erudito, appassionato di diversi argomenti, tra cui la botanica, la mineralogia e la fotografia. Fece parte di diverse associazioni, e fece sempre interventi regolari nelle società di saggi dell'epoca. Era anche un umanista, e si occupò fino alla morte di opere di beneficenza.
Come W.A.B. Coolidge, anche Victor de Cessole iniziò ad avvicinarsi alla montagna su consiglio del suo medico. Nel 1889 si iscrisse alla sezione di Nizza del Club Alpino Francese (CAF), e presto scoprì le cime dei dintorni di Saint-Martin-Vésubie. Salì in breve tempo gli allora inviolati monte Clapier, monte Gelàs e cima Maledia. Seguì una serie di ascensioni sistematiche alle punte delle Alpi Marittime e del massiccio dell'Argentera, dapprima in estate, poi, a partire dal 1895, anche in invernale. Dotato di spirito scientifico, de Cessole mantenne un inventario scrupoloso delle cime da lui raggiunte. Accompagnato da una guida alpina, (normalmente da Jean Plent), realizzò numerose prime ascensioni. Pur essendo inferiore tecnicamente e sportivamente agli alpinisti più celebri dell'epoca, con i quali si accompagnava, mostrò sempre molta decisione nelle sue salite.
Victor de Cessole diventò presidente della sezione CAF di Nizza nel 1900, e mantenne la carica fino al 1932. Si occupò di far sviluppare il club e le sue attività; in particolare, cercò di incrementare il turismo alpino nel Dipartimento delle Alpi Marittime, inesistente all'inizio del XX secolo, ai danni del dipartimento delle Alte Alpi. De Cessole pubblicizzò la montagna con conferenze, banchetti, gite organizzate per adulti e per scolaresche. Contribuì allo sviluppo degli sport invernali (sci e pattinaggio), ed organizzò la prima gara di sci a Peïra-Cava nel 1909. Per sostenere e finanziare queste attività, incitò la costruzione di alcuni rifugi alpini, come il rifugio Nizza, nella valle della Gordolasque, inaugurato nel 1901; ed il rifugio Rabuons, inaugurato nel 1905. La sua attività venne favorita dalla nascita di nuovi mezzi di trasporto: nel 1909 fu inaugurata la tranvia Nizza - Saint-Martin-Vésubie, che permise di ridurre di molto i tempi di avvicinamento alle montagne. Con il successo progressivamente crescente delle attività di montagna, si occupò anche di creare ed organizzare il soccorso alpino nel Dipartimento, ove fu attivo dal 1930.
Victor de Cessole ricevette numerose onorificenze. In particolare, fu insignito della Legion d'onore nell'aprile del 1936. Appassionato bibliofilo, raccolse nel corso degli anni una collezione unica di ottimi libri e di documenti sulla regione, che alla sua morte lasciò alla biblioteca di Nizza. Realizzò anche circa 7.000 fotografie di montagna, su lastra di vetro. Suo discepolo fu il dottor Vincent Paschetta, che realizzò una guida completa delle vette delle Alpi Marittime e delle loro vie di accesso.
In omaggio alla sua opera, gli è stato dedicato un picco del massiccio dell'Argentera: la punta de Cessole (2915 m), precedentemente senza nome, da lui salita in prima ascensione nel 1901. La montagna si trova in prossimità della madre di Dio, a sud-ovest del monte Argentera.